# Дом на Кленовой улице
«Дом на Кленовой улице», или «Дом на Мейпл-Стрит» (англ. The House on Maple Street) — фантастический рассказ Стивена Кинга, опубликованный в авторском сборнике «Ночные кошмары и фантастические видения» (англ. Nightmares & Dreamscapes) в 1993 году.

## История создания
Кинг называет этот рассказ одним из двух, которые он написал, будучи под впечатлением от виденной им картины. На написание «Дома на Кленовой улице» его сподвиг «чёрно-белый рисунок Криса ван Оллсбурга». Речь идёт о книге ван Оллсбурга «Тайны Харриса Бёрдика», состоящей из чёрно-белых иллюстраций к ненаписанным рассказам, сопровождаемых названиями рассказов и подписями к рисункам. Рисунок к рассказу «Дом на Кленовой улице» изображает взлетающий среди ночи дом, а подпись к нему гласит «Это был идеальный взлёт» (англ. It was a perfect lift-off). Этот рисунок включён в оригинал сборника в качестве иллюстрации к рассказу.

## Сюжет
В городе Титусвилле штата Индиана жила семья Брэдбери (англ. Bradbury): мать, четверо детей от первого брака (их отец умер) и их отчим, Льюис Эванс, преподаватель истории. У детей был конфликт с отчимом — они считали, что он слишком жесток к их матери, неловкой и страдающей мигренью женщине. Однажды дети обнаружили, что в их доме за обшивкой стен находится металлическая поверхность, которая разрастается с течением времени. Старший мальчик, Трент, вскоре начал догадываться, чем это может быть. 
На вечеринке с коллегами Эванса в их доме мать потеряла сознание прямо перед гостями, и отчим показал себя с дурной стороны, не посочувствовав жене, а разозлившись на то, что она и дети, бросившиеся ей на помощь, «опозорили» его. Дети решили, что если так будет продолжаться, отчим сведет мать в могилу, и от него нужно избавиться. Трент понял, что дом сам всё сделает за них, если всё правильно организовать. На приборной панели, появившейся в одном из шкафов дома, он увидел циферблат с обратным отсчётом времени, и решил действовать. 
В день, когда должно было произойти решающее событие, Трент и Лори не пошли в школу, а младшим детям сказали, придя из школы, не заходить в дом. Лори позвонила матери и сказала, что повредила ногу, и попросила заехать за ней в школу. Таким образом мать удалось выманить из дома. Отчиму же Трент по телефону сказал, что мать потеряла сознание в его кабинете, а его бумаги разбросаны по полу, из-за чего отчим тут же приехал с работы домой. Трент запер его в кабинете. В это время тучи над городом сгустились как перед грозой. Едва Трент выбежал из дома и вместе с остальными детьми отошёл подальше, как дом взмыл вверх: как считал Трент, это какая-то инопланетная сущность оказалась на Земле и, попав в их дом, смогла «вырастить» космический корабль и отправиться на нём обратно.

## Персонажи
- Трент Брэдбери — старший брат, умный мальчик четырнадцати лет.
- Лори Брэдбери по прозвищу Килька — его сестра одиннадцати лет.
- Брайан Брэдбери — их брат семи лет.
- Мелисса Брэдбери — младшая сестра, пятилетняя девочка.
- Льюис Эванс, который желает, чтобы его называли папа Лью — их отчим, преподаватель истории в колледже, неприятный и чуждый сострадания человек.
- Кэтрин Эванс — его жена, тихая, неловкая, страдающая мигренью женщина.

## Издания и переводы
На русский язык в 1994 году был переведен как «Дом на Мейпл-Стрит» Б. Любарцевым и издан в составе сборника «Кошмары и фантазии» издательства «Хронос». Этот сборник, целиком переведенный Б. Любарцевым, является неполным переводом авторского сборника Nightmares & Dreamscapes, в который не вошли ранее изданные «Хроносом» рассказы «Дело Ватсона» (под названием «Расследование доктора Уотсона») и «Голову ниже!» (под названием «Ниже голову»), но вошла статья Стивена Кинга «Миф, убеждение, вера и „Хочешь верь, хочешь нет“» и его примечания к рассказам. В том же году как «Дом на Кленовой улице» был переведен И. Почиталиным и опубликован издательством «Мир». В 2000 году был переведен Н. В. Рейн как «Дом на Кленовой улице», в каком варианте несколько раз издавался АСТ.

## Аудиокнига
В июне 2009 года компанией Simon & Schuster Audio была выпущена аудиокнига The House on Maple Street and Other Stories, куда вошли четыре произведения Кинга. Текст «Дома на Кленовой улице» читает супруга Кинга, Табита Кинг (англ. Tabitha King).